# Hans Raimund
Hans Raimund (* 5. April 1945 in Petzelsdorf bei Purgstall an der Erlauf) ist ein österreichischer Schriftsteller und Übersetzer.

## Leben
Nach Kindheit und Jugend in Wien mit Besuch des Realgymnasiums der Theresianischen Akademie studierte Raimund Musik u. a. Konzertfach Klavier bei Friederike Karger und Richard Hauser sowie Anglistik und Germanistik an der Universität Wien.
Von 1972 bis 1984 war er Lehrer am Theresianum in Wien, an der Rudolf Steiner-Schule Wien-Mauer und an der Vienna International School. Von 1982 bis 1985 war er im Redaktionsteam der niederösterreichischen Literaturzeitschrift das pult (St. Pölten), die Klaus Sandler als Herausgeber betreute. Von 1984 bis 1997 war er Lehrer in Duino bei Triest/Italien am United World College of the Adriatic sowie Freier Schriftsteller und Übersetzer.
Seit 1997 lebt er als freier Autor und Übersetzer in Wien und in Hochstraß bei Lockenhaus im Burgenland. Raimund ist verheiratet und hat eine Tochter.

## Auszeichnungen und Ehrungen
- 1982 Anerkennungspreis des Landes Niederösterreich
- 1984 Förderungspreis des Landes Niederösterreich
- 1984 Staatsstipendium des Bundesministeriums für Unterricht und Kunst für Literatur
- 1992 Wystan-Hugh-Auden-Übersetzerpreis
- 1994 Georg-Trakl-Preis
- 1995 Projektstipendium des Bundesministeriums für Unterricht und Kunst 1995/96
- 1998 Würdigungspreis des Landes Niederösterreich
- 1999 Teilnahme am Literatentreffen °Les soirées poétiques de Struga" in Mazedonien
- 2002 BEWAG-Literaturpreis
- 2002 Premio Città di Ascoli Piceno
- 2003 Fellow of the Bogliasco Foundation
- 2003 Lesung im PICCOLO TEATRO in Mailand im Rahmen von „Poeti Europei del'900, X edizione“
- 2004 Anton-Wildgans-Preis
- 2005 Werkzuschuss aus dem Jubiläumsfond der Literar-Mechana
- 2005 Arbeitsstipendium des Burgenlandes für Paliano/Italien
- 2006 Silbernes Verdienstzeichen des Landes Wien
- 2010 Würdigungspreis (Literatur) der Burgenlandstiftung Theodor Kery
- 2010 Premio Letterario „Val Di Comino“ (Sezione Traduzione)
- 2012 Fellow of the Bogliasco Foundation
- 2012 Arbeitsstipendium des Landes Niederösterreich in Paliano/Italien
- 2014 Ehrenmitglied Austrian Studies Association
- 2014 Ernannt zum Mitglied der Europäischen Akademie der Wissenschaften und Künste[1]
- 2015 Berufstitel Professor
- 2015 Teilnahme am Lyrikfestival MERIDIAN in Czernowitz in der Ukraine
- 2020 Preis der Stadt Wien für Literatur

- Buchprämien 1983, 1989, 1992, 2004, 2014
- Übersetzerprämien 1994, 2023

## Werke (Auswahl)
- Rituale. Prosa. edition roetzer, Eisenstadt 1981.
- Schonzonen. Gedichte. edition maioli, Wien 1983.
- Auf Distanz gegangen. Gedichte. Grasl Verlag, Baden bei Wien 1985.
- Der lange geduldige Blick. Gedichte. edition umbruch, Mödling 1989.
- Trugschlüsse. Prosa. Wieser Verlag, Klagenfurt 1990.
- Kaputte Mythen. Gedichte. Wieser Verlag, Klagenfurt 1992.
- Fremdsein in Küblis. Gespräche 15.-20. März 2010. [Hg. von Peter Trachsel]. Dalvazza/Küblis: dieHasena, 2010.
- Immer noch Gedichte?/Ein Pasticcio. Gedichte und Kurzprosa. Mit 2 Bildern von Peter Trachsel. SchwarzHandPresse, Flaach 2011.
- Choral Variationen. Gedichte. Mit Offsetfarblithographien von Friedrich Danielis. Edition Thurnhof, Horn 2011.
- Auf einem Teppich aus Luft/On a Carpet Made of Air. Ausgewählte Gedichte/Selected Poems (Vorwort von Karl-Markus Gauß), edition lex liszt 12, Oberwart 2014 (2. überarb. Auflage 2015), ISBN 978-3-99016-068-8.
- Stadelgedichte 2018 (Kalender, Fotografien von Ruth Patzelt, Alois Weber, Heinrich Winkler); Edition Lexliszt12, Oberwart 2017; ISBN 978-3-99016-134-0.
- Neigungen: Zuneigungen/Abneigungen/Verneigungen. Porträt des Autors als Leser. Löcker Verlag, Wien 2019.

## Buchveröffentlichungen in anderen Sprachen (Auswahl)
- Se ena noc maka. Gedichte. Slowenisch von Cvetka Sokolov. Aleph, Ljubljana 1992.
- Auswahl von Gedichten. Poesie. Bulgarisch von Krastjo Stanischew. Sofia 1994.
- Ventriloquii Viennesi. Prosa. Italienisch von Augusto Debove. Moby Dick, Faenza 1993.
- Lisbona. Gedichte. Italienisch von Augusto Debove. La Luna, Grafiche Fiorini di Casette d'Ete, 2004.
- Fuggiasco...ma con amore. Scritti ANCHE su Trieste. Italienisch von Luisa Varesano. Moby Dick, Faenza 2008.
- Hardly the Blink of an Eye. Gedichte/Prosa. Englisch von David Chorlton. Words and Spaces, Phoenix 1993.
- Verses of a Marriage. Gedichte. Englisch von Robert Dassanowsky. Event Horizon Press, Desert Hot Springs (CA) 1998.
- Viennese Ventriloquies Prosa. Englisch von David Chorlton. Event Horizon Press, Desert + Hot Springs(CA) 1998.
- Roza. Prosa. Albinform. Albanisch von Adhurim Lako. Tirana 1995.
- Auswahl von Gedichten. Albanisch von Xhevahir Spahiu. Albinform, Tirana 1997.
- Stanze di un Matrimonio. Italienisch von Augusto Debove, Mobydick. Faenza 1997
- Leben mit dem Tier/Vivere con la bestia, traduzione di A. Debove, prefazione di Elena Masi, incisioni etc. di R. Amato, R. Margheri, F. Sgroj. Edizioni dell' Angelo, Palermo 2022.
- Elis danse. Traduit de l'allemand par Gertrude Durusoy-Vermeersch. L'Arbre à paroles, Amay 2010
- Mir hat die Blume SINN niemals geblüht/Para mi nunca floreciò la flor sentido. Spanisch von Olga Sanchez Guevara, EDITIONARTSCIENCE 2016

## Herausgegebene Bücher
- Hermann Hakel: Der raunzende Rebbe. Lynkeus Verlag, Wien 2008.

## Übersetzungen
- Anne Beresford: Gedichte, in: SIRENE. Zeitschrift für Literatur, Heft 10, Oktober 1992.
- Michael Hamburger: Gedichte, in: SIRENE. Zeitschrift für Literatur, Heft 10, Oktober 1992.
- Gesualdo Bufalino: Klare Verhältnisse. Roman. Suhrkamp Verlag, Frankfurt am Main 1994.
- Lucio Piccolo: Von Rasten leben wir. Gedichte. Wieser Verlag, Klagenfurt 2004.
- Sergio Solmi: Betrachtungen über den Skorpion. Essay. Tartin Editionen, Salzburg 2004.
- Anne Meistersheim: Der einäugige Adler. Roman. Haymon Verlag, Innsbruck 2005.
- Gerardo Vacana: Grubengaul/Cavallo di miniera. Gedichte. Österreichisches Literaturforum, Buchverlag, Weißenkirchen in der Wachau 2009.
- Paulo Henriques Britto: Gedichte, in: VERSschmuggel/Contrabando de Versos, Verlag Das Wunderhorn, Heidelberg 2009, ISBN 978-3-88423-320-7.
- Gerardo Vacana: Der Garten/L'orto. Gedichte. Zwiebelzwerg Verlag, Willebadessen 2010.
- Roberto Nassi: Odissea.Orfeo ed Euridice. Gedichte. DAMOCLE Edizioni, Venezia 2011.
- Virgilio Giotti: Kleine Töne, meine Töne/Pice note, mie note. 51 Gedichte und ein Tagebuch. Drava Verlag, Klagenfurt 2013.
- Naomi Mitchison: Wien, 27. Februar 1934. In: IM KÄLTEFIEBER/Februargeschichten 1934. E.Hackl/E.Polt-Heinzl (HG.). Picus Verlag, Wien 2014.
- Henri Cole: 100 Gedichte. Auswahl in: LITERATUR UND KRITIK 481/482, März 2014; in: MANUSKRIPTE 207/2015.
- Christopher Whyte: Gälische Gedichte, in: LITERATUR UND KRITIK 495/496, Juli 2015.
- Attilio Bertolucci: Gedichte, in: DIE ERSCHLIESSUNG DES LICHTS/Italienische Dichtung der Gegenwart, Carl Hanser Verlag, München 2013.
- Vittorio Sereni: Gedichte, in: DIE ERSCHLIESSUNG DES LICHTS/Italienische Dichtung der Gegenwart, Carl Hanser Verlag, München 2013.
- Henri Cole: Der Sichtbare Mensch/The Visible Man. Ausgewählte Gedichte/Selected Poems. Edition PEN Löcker, Wien 2021.
- Vincenzo Lamartora: Das Ausmass des Verlusts. Gedichte. Edition PEN Löcker Verlag, Wien 2022.
- Attilio Bertolucci: In unsicherer Zeit. Ausgewählte Gedichte. Edition PEN Löcker Verlag, Wien 2022.
- Jude Stéfan: Mit dem Gleichmut eines Schwans, der sich den Hals flöht. Gedichte und Prosa. Edition PEN Löcker Verlag 2023.
- Franco Fortini: Nichts ist sicher, aber schreibe. Ausgewählte Gedichte ital./dtsch. Edition PEN 225 Löcker Verlag 2023.
- J. Rodolfo Wilcock: Italienisches Liederbuch/Ausgewählte Gedichte ital./dtsch. Löcker Verlag, Wien 2023.
- Dario Calimani: Der Jude auf der Kippe. Löcker Verlag, Wien 2023.
- Dino Buzzati: 10 Gedichte in: BUZZATI50/10Poesie/40 traduzioni, a cura di M.Fazzini, Università Ca'Foscari/Venezia (e altri) 2023.
- Enrico Morovich: Alltägliche Wunder. Erzählungen. Löcker Verlag, Wien 2024.
- Mario Andrea Rigoni: Mein Freund Cioran. Einübungen ins Bewundern. Löcker Verlag, Wien 2024
- J.Rodolfo Wilcock: Der Ingenieur/Roman, Löcker Verlag. Wien 2025

## Vertonungen
- Violeta Dinescu: TAUBE für Sopran und Bariton. Text Hans Raimund (Thorsten Gubartz)